# Jabukovik
Jabukovik (cyr. Јабуковик) – wieś w Serbii, w okręgu jablanickim, w gminie Crna Trava. W 2011 roku liczyła 46 mieszkańców.